# Heptner-Dreizehenzwergspringmaus
Die Heptner-Dreizehenzwergspringmaus (Salpingotus heptneri) ist ein in Zentralasien verbreitetes Nagetier in der Familie der Springmäuse. Sie ist eng mit der Blassen Dreizehenzwergspringmaus (Salpingotus pallidus) und der Thomas-Dreizehenzwergspringmaus (Salpingotus thomasi) verwandt und wird gelegentlich mit diesen zwei Arten in der Untergattung Prosalpingotus zusammengefasst.

## Merkmale
Wie der Name andeutet, ist die Art mit einer Kopf-Rumpf-Länge von 40 bis 58 mm, einer Schwanzlänge von 85 bis 101 mm und einem Gewicht von 7 bis 13 g eine sehr kleine Springmaus. Sie hat 20 bis 22 mm lange Hinterfüße und 9 bis 11 mm lange Ohren. Abgesehen von den äußeren Geschlechtsmerkmalen unterscheiden sich Männchen und Weibchen nur durch die unterschiedliche Länge der schwarzen Quaste am Schwanzende. Diese erreicht bei Weibchen nur die Hälfte der Länge, die bei Männchen vorkommt. In das sandgraue Fell der Oberseite sind wenige dunkelgraue Haare eingemischt. An den Körperseite und auf der Unterseite ist weißes Fell vorhanden. Die Heptner-Dreizehenzwergspringmaus kann vorwiegend im ersten Drittel des Schwanzes Fett lagern, der dadurch verdickt ist. Die dreizehigen Hinterfüße tragen auf der Unterseite weiße Haarbüschel. Weitere Kennzeichen sind trompetenförmige Ohren, gelber Zahnschmelz an der Vorderseite der Schneidezähne, ein kleiner erster Prämolar im Oberkiefer und ein verkümmerter Penisknochen. Der diploide Chromosomensatz enthält 46 Chromosomen (2n=46).

## Verbreitung und Lebensweise
Dieses Nagetier hat zwei disjunkte Populationen in der Wüste Kysylkum im Westen von Usbekistan und Südwesten von Kasachstan, die früher vermutlich am Aralsee lagen. Die Exemplare ruhen am Tage in unterirdischen Bauen. Der Anteil von Pflanzensamen sowie Insekten und Spinnen in der Nahrung hält sich ungefähr die Waage. Die Heptner-Dreizehenzwergspringmaus hält zwischen September und März Winterschlaf. Weibchen haben bis zu zwei Würfe pro Jahr mit 2 bis 4 Neugeborenen pro Wurf. Zwischen April und Juni konnten trächtige Weibchen dokumentiert werden.

## Gefährdung
Der Bestand ist durch weitere Austrocknung und Versalzung der Landschaft bedroht. In einigen Bereichen wird die Wüste durch Erdöl- und Erdgasförderung verschmutzt. Die IUCN listet die Art mit unzureichende Datenlage (data deficient) aufgrund fehlender Informationen zur Populationsgröße und -entwicklung.